# Historická hlavní města v Číně
Během své historie měly čínské státy řadu hlavních měst. Nejvýznamnější z bývalých hlavních měst v Číně shrnuje čínský seznam „čtyř velkých starobylých čínských metropolí“ (čínsky pchin-jinem Zhōngguó sì dà gǔdū, znaky zjednodušené 中国四大古都, tradiční 中國四大古都), kterými jsou Peking (současné hlavní město Čínské lidové republiky), Nanking, Luo-jang a Čchang-an (moderní Si-an).
Ve dvacátém století byl seznam velkých metropolí rozšířen na sedm měst přidáním Kchaj-fengu, Chang-čou a An-jangu. Roku 2004 Čínská společnost starobylých hlavních měst oficiálně přidala na seznam Čeng-čou.
Čínský termín pro hlavní město byl ťing (京) anebo tu (都). Oba názvy byly rovnocenné a zaměnitelné. Občas byly tehdejšími autory dokonce používány střídavě pro totéž město.
Státy na území Číny mívaly i více hlavních měst. V takových případech hlavní města neměla vždy stejný význam a úlohu v životě země. Podle jejich role a významu je lze rozdělit na metropole primární a vedlejší (či sekundární); vedlejší metropole byly pomocné anebo formální. Primární hlavní město bylo jedno, sloužilo jako sídlo panovníka, vlády a ústředních správních orgánů. Pomocná hlavní města byla zřizována jako pomocná administrativní centra, která měla usnadnit správu státu v případě jeho velké rozlohy, sídlily v nich pobočky některých ústředních úřadů spravující část území státu. Formální hlavní města neměla úlohu ve správě státu, jejich role byla v rovině symbolické, propagandistické, jejich vyhlášení mělo zpravidla podpořit prestiž a legitimitu dynastie. Pro starší doby, vzhledem k nedostatku pramenů, mezi pomocnými a formálními metropolemi často nelze rozlišit.

## Abecední seznam hlavních měst čínských států

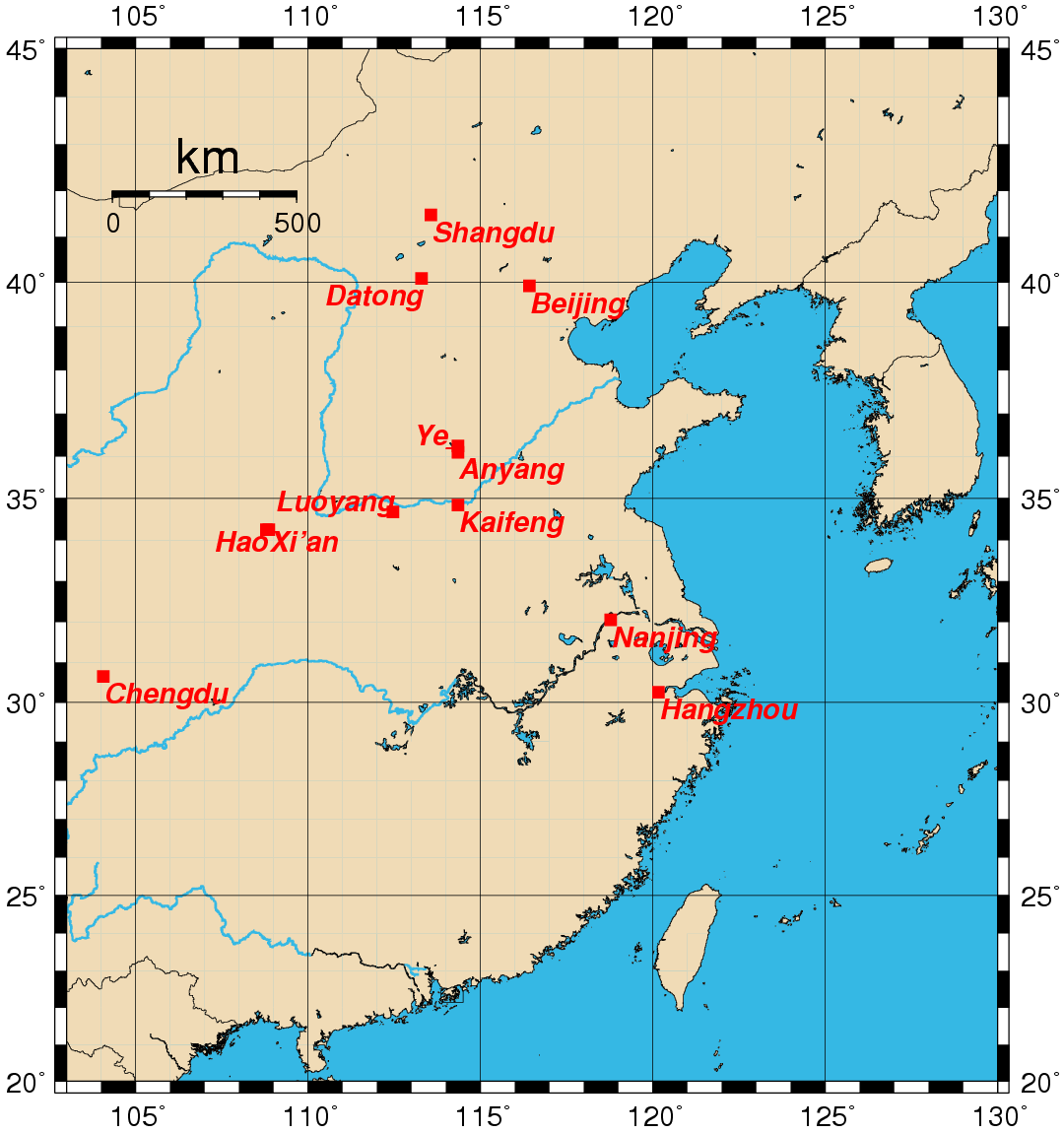
Některá hlavní města Číny do 19. století

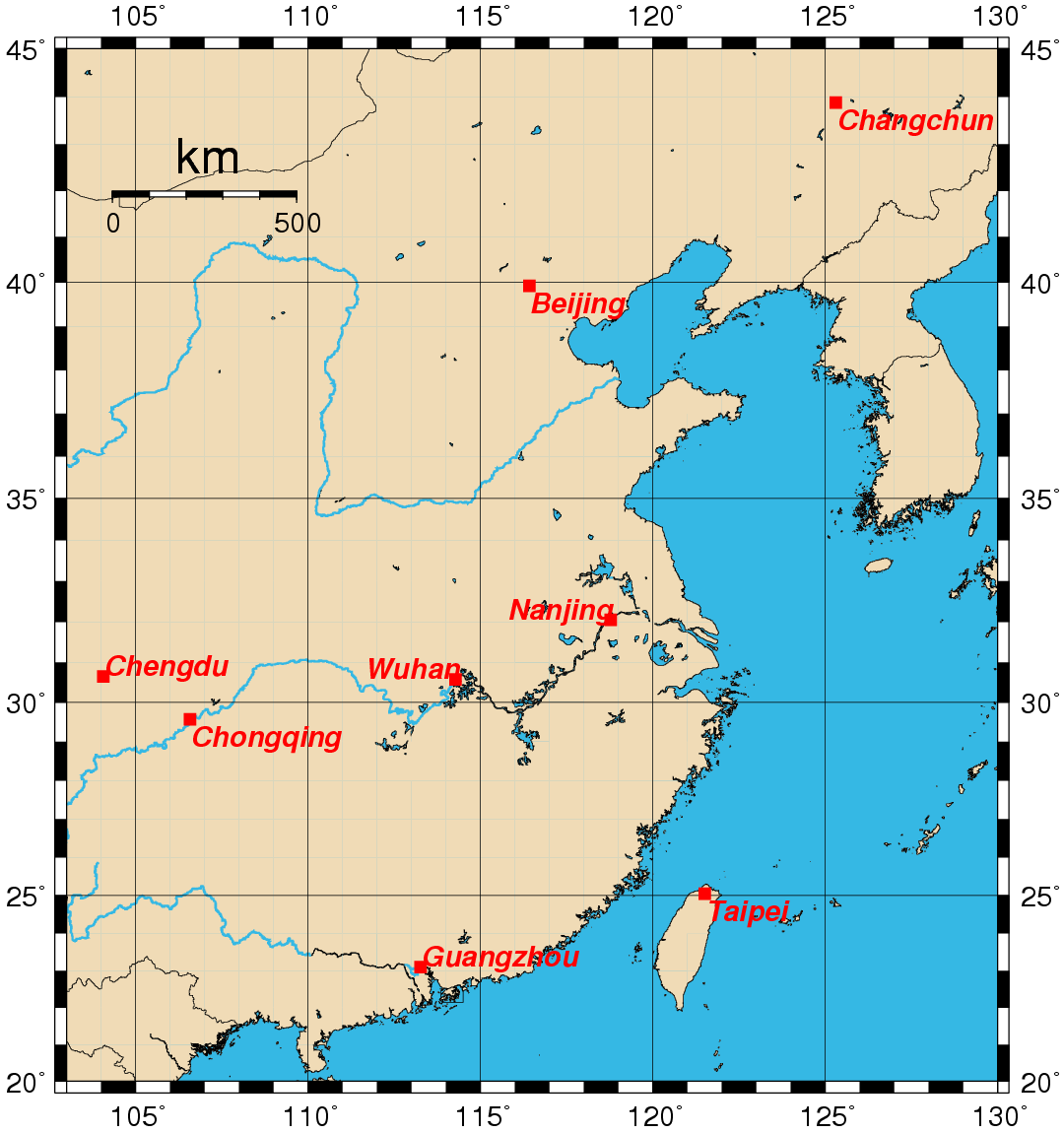
Hlavní města Číny ve 20. století.

Seznam v abecedním pořadí podle současných názvů měst:
- A-čcheng (nyní městský obvod v Charbinu), hlavní město říše Ťin (1115-1234) do roku 1153, v letech 1173–1215 vedlejší hlavní město, zvané Šang-ťing.

- An-jang hlavní město v období Jin dynastie Šang (přibližně v letech 1600–1046 př. n. l.); nazýváno Jin (殷).

- Čcheng-tu bylo hlavním městem států

Šu Chan (221–263) v období tří říší;
Čínská republika, v listopadu – prosinci 1949 hlavní město kuomintangské vlády Čínské republiky;
- Čchung-čching, v letech 1937–1946 a říjnu–listopadu 1949 hlavní město kuomintangské vlády Čínské republiky.

- Chang-čou bylo hlavním městem států

Wu-jüe (904-978), v období Pěti dynastií a deseti říší;
říše Jižní Sung (1127–1279), v letech 1130–1276, nazývaný Lin-an (臨安).
- Jie-čcheng byl hlavním městem států

Východní Wej (534–550);
Severní Čchi (550–577).
- Kanton byl hlavním městem států

Nan-jüe (206-111 př. n. l.);
Čínská republika: v letech 1925–1927 a dubnu–říjnu 1949 hlavní město kuomintangské vlády; v květnu–prosinci 1931 hlavní město kantonské vlády.
- Kchaj-feng byl hlavním městem států

Pozdní Liang (907—923) v období Pěti dynastií a deseti říší, od roku 913, nazýváno Tung-tu;
Pozdní Tchang (923—936) v období Pěti dynastií a deseti říší, nazýváno Tung-tu;
Pozdní Ťin (936—94) v období Pěti dynastií a deseti říší, nazýváno Tung-ťing;
Pozdní Chan (947—951) v období Pěti dynastií a deseti říší, nazýváno Tung-ťing;
Pozdní Čou (951—960) v období Pěti dynastií a deseti říší, nazýváno Tung-ťing;
říše Severní Sung (960—1127), nazýváno Tung-ťing.
- Luo-jang byl hlavním městem  států

Východní Čou (770–255 př. n. l.), v letech 51–314 př. n. l.;
Východní Chan (25–220), v letech 25–190 a 196;
Říše Wej (220–265) v období tří říší;
Západní Ťin (265–316), v letech 265–313;
Severní Wej (386–535), od roku 493;
říše Tchang (618–907), v letech 684–690 a 904–907;
Čou (690–705);
Pozdní Liang (907–923) v období Pěti dynastií a deseti říší, v letech 909–913;
Pozdní Tchang (923–937) v období Pěti dynastií a deseti říší.
- Nanking, „Jižní hlavní město“, byl hlavním městem více států:

států období Šesti dynastií: nazýváno Ťien-jie (建業), od 313 Ťien-kchang (建康)
Východní Wu (229–280);
Východní Ťin (317–420);
Liou Sung (420–479);
Jižní Čchi (479–502);
Liang (502–557), v letech 502–552 a 555–557;
Čchen (557–589);
Jižní Tchang (937–976) v období Pěti dynastií a deseti říší;
říše Ming (1368–1644), do roku 1403 hlavní město, poté vedlejší hlavní město;
stát tchaj-pchingů, nazýváno Tchien-ťing (天京， nebeské hlavní město) v letech 1853–1864;
Čínská republika, v letech 1927–1937 a 1946–1949 hlavní město kuomintangské vlády, v letech 1940–1945 hlavní město Wang Ťing-wejovy vlády.
- Peking, „Severní hlavní město“, byl hlavním městem států

Stát Jen v období Jar a Podzimů (722-481 př. n. l.), město nazýváno Ťi (薊)
říše Liao (907–1125), vedlejší hlavní město, nazýván Jen-ťing (燕京, „hlavní město Jen“)
říše Ťin (1115-1234), v letech 1122–1153 vedlejší hlavní město Nan-ťing („Jižní hlavní město“), v letech 1153–1215 hlavní město Čung-tu (中都, „Ústřední metropole“)
říše Jüan (1260–1368), v letech 1260–1264 vedlejší hlavní město Čung-tu, v letech 1264–1368 hlavní město Ta-tu (大都, „Velká metropole“). Mongolsky Daidu (přepis z čínštiny)), Chánbalik („Chánovo město“) v turkických jazycích
říše Ming (1368–1644), v letech 1403–1421 vedlejší hlavní město Šun-tchien (neoficiálně Pej-ťing); v letech 1421–1644 hlavní město Šun-tchien (neoficiálně Ťing-š’, 京師)
říše Čching (1644–1912)
Čínská republika: v letech 1912–1928 Pejjangská vláda; v září 1930 Pekingská vláda.
Čínská lidová republika: od 1949
- na území moderního Si-anu se nalézala hlavní města více států:

Západní Čou, město Feng-chao
Stát Čchin v období Jar a podzimů a z něho vzniklá říše Čchin (221-207 př. n. l.): město Sien-jang (咸陽)
Západní Chan (202 př. n. l. – 9 n. l.) město Čchang-an (長安, „Věčný mír“)
Sin (9–23), město Čchang-an (常安, „Stálý mír“)
Východní Chan (25–220), v letech 191–195, v tomto a následujících státech město Čchang-an (長安, „Věčný mír“)
Západní Ťin (265–316), v letech 313–316
Rané Čao (319–329), v období Šestnácti států
Rané Čchin (351–394), v letech 351–385, v období Šestnácti států
Pozdní Čchin (384–417), v období Šestnácti států
Západní Wej (535–557)
Severní Čou (557–581)
říše Suej (581–618), do roku 605, jako Ta-sing (大興)
říše Tchang (618–907), v letech 618–684 a 705–904, jako Čchang-an
- Šang-tu bylo letní hlavní město v říši Jüan

- Ta-tchung, hlavní město říše Severní Wej do roku 493.

- Tchaj-pej je od roku 1949 hlavní město Čínské republiky

- Wu-chan bylo v únoru–září 1927 hlavní město vlády levého křídla Kuomintangu

## Chronologický seznam hlavních měst čínských států

### Říše Čchin, Chan a Sin
| Označení metropole                                   | Název města                                  | Období                            | Typ metropole                     |
| Čchin (221 př. n. l. – 206 n. l.)                    | Čchin (221 př. n. l. – 206 n. l.)            | Čchin (221 př. n. l. – 206 n. l.) | Čchin (221 př. n. l. – 206 n. l.) |
| ---------------------------------------------------- | -------------------------------------------- | --------------------------------- | --------------------------------- |
|                                                      | Sien-jang (咸陽, moderní Si-an)              | 221–206 př. n. l.                 |                                   |
| Západní Chan (206 př. n. l. – 9 n. l. a 23–25 n. l.) |                                              |                                   |                                   |
|                                                      | Jüe-jang (櫟陽)                              | 202–200 př. n. l.                 |                                   |
|                                                      | Čchang-an (長安, „Věčný mír“, moderní Si-an) | od 200 př. n. l.                  |                                   |
| Sin (9–23 n. l.)                                     |                                              |                                   |                                   |
|                                                      | Čchang-an (常安, „Stálý mír“, moderní Si-an) | 9–23 n. l.                        |                                   |
| Východní Chan (25–220)                               |                                              |                                   |                                   |
| Východní metropole                                   | Luo-jang (雒陽)                              | 25–190                            | primární                          |
| Západní metropole                                    | Čchang-an                                    | 25–191                            | vedlejší                          |
| Západní metropole                                    | Čchang-an                                    | 191–195                           | primární                          |
| Západní metropole                                    | Čchang-an                                    | 195–                              | vedlejší                          |
| Jižní metropole                                      | Nan-jang                                     | 25–                               | formální                          |
|                                                      | Sü-čchang                                    | 196–220                           | primární                          |

### Tři říše, Ťin, Jižní a severní dynastie
| Název města                      | Období             | Typ metropole      |
| Říše Wej (220–265)               | Říše Wej (220–265) | Říše Wej (220–265) |
| -------------------------------- | ------------------ | ------------------ |
| Luo-jang (洛陽)                  | 220–265            | primární           |
| Čchiao (Po-sien v An-chueji)     | 220–               | vedlejší           |
| Sü-čchang (v Che-nanu)           | 220–               | vedlejší           |
| Čchang-an (長安, moderní Si-an)  | 220–               | vedlejší           |
| Jie (Lin-čang v Che-nanu)        | 220–               | vedlejší           |
| Říše Šu Chan (221–263)           |                    |                    |
| Čcheng-tu (成都)                 | 221–263            |                    |
| Říše Východní Wu (222–280)       |                    |                    |
| Ťien-jie (建業, moderní Nanking) | 227–279            |                    |

| Název města                         | Období      | Typ metropole |
| Západní Ťin                         | Západní Ťin | Západní Ťin   |
| ----------------------------------- | ----------- | ------------- |
| Luo-jang (洛陽)                     | 265–313     |               |
| Čchang-an (長安, moderní Si-an)     | 313–316     |               |
| Východní Ťin                        |             |               |
| Ťien-kchang (建康, moderní Nanking) | 317–420     |               |

| Název města                             | Období         | Dynastie       |
| Jižní dynastie                          | Jižní dynastie | Jižní dynastie |
| --------------------------------------- | -------------- | -------------- |
| Ťien-kchang (建康, moderní Nanking)     | 420–479        | Sung           |
| Ťien-kchang (建康, moderní Nanking)     | 479–502        | Jižní Čchi     |
| Ťien-kchang (建康, moderní Nanking)     | 502–557        | Liang          |
| Ťien-kchang (建康, moderní Nanking)     | 557–589        | Čchen          |
| Severní dynastie                        |                |                |
| Pching-čcheng (平城, moderní Ta-tchung) | 386–493        | Severní Wej    |
| Luo-jang (洛陽)                         | 493–534        | Severní Wej    |
| Jie (鄴)                                | 534–550        | Východní Wej   |
| Jie (鄴)                                | 550–577        | Severní Čchi   |
| Čchang-an (長安, moderní Si-an)         | 535–557        | Západní Wej    |
| Čchang-an (長安, moderní Si-an)         | 557–581        | Severní Čou    |

### Říše Suej a Tchang
| Označení metropole                 | Název města                          | Období  | Typ metropole |
| ---------------------------------- | ------------------------------------ | ------- | ------------- |
|                                    | Ta-sing-čcheng (大興, moderní Si-an) | 581–606 | primární      |
| 606–618                            | Ta-sing-čcheng (大興, moderní Si-an) | pomocná |               |
| Tung-tu (東都, Východní metropole) | Luo-jang (洛陽)                      | 606–618 | primární      |

| Označení metropole                                                                     | Název města                                | Období                   | Typ metropole |
| -------------------------------------------------------------------------------------- | ------------------------------------------ | ------------------------ | ------------- |
| Si-tu (西都, Západní metropole)                                                        | Čchang-an (長安, Věčný mír, moderní Si-an) | 618–684                  | primární      |
| Si-tu (西都, Západní metropole)                                                        | Čchang-an (長安, Věčný mír, moderní Si-an) | 684–705                  | pomocná       |
| Si-tu (西都, Západní metropole)                                                        | Čchang-an (長安, Věčný mír, moderní Si-an) | 705–904                  | primární      |
| Tung-tu (東都, Východní metropole) Šeng-tu (Božská metropole, od 684) Tung-tu (od 705) | Luo-jang (洛陽)                            | 657–684                  | pomocná       |
| Tung-tu (東都, Východní metropole) Šeng-tu (Božská metropole, od 684) Tung-tu (od 705) | Luo-jang (洛陽)                            | 684–705                  | primární      |
| Tung-tu (東都, Východní metropole) Šeng-tu (Božská metropole, od 684) Tung-tu (od 705) | Luo-jang (洛陽)                            | 705–736                  | pomocná       |
| Tung-tu (東都, Východní metropole) Šeng-tu (Božská metropole, od 684) Tung-tu (od 705) | Luo-jang (洛陽)                            | 904–907                  | primární      |
| Čung-tu (中都, Střední metropole)                                                      | Jung-ťi (永濟, v provincii Šan-si)         | 720–720, ?–808           | formální      |
| Si-tu (西都, Západní metropole)                                                        | Feng-siang (鳳翔, v provincii Šen-si)      | 757–761 a 762            | formální      |
| Pej-tu (北都, Severní metropole)                                                       | Tchaj-jüan (太原)                          | 690–705 a 723–761 a 762– | formální      |
| Nan-tu (南都, Jižní metropole)                                                         | Čcheng-tu (成都)                           | 757–760                  | formální      |
| Nan-tu (南都, Jižní metropole)                                                         | Ťiang-ling                                 | 760–761                  | formální      |

### Pět dynastií a deset říší
| Označení metropole                                                   | Název města            | Období                 | Typ metropole          |
| Pozdní Liang (907–923)                                               | Pozdní Liang (907–923) | Pozdní Liang (907–923) | Pozdní Liang (907–923) |
| -------------------------------------------------------------------- | ---------------------- | ---------------------- | ---------------------- |
| Tung-tu (Východní metropole)                                         | Kchaj-feng             |                        | primární               |
| Si-tu (Západní metropole)                                            | Luo-jang               |                        | vedlejší               |
| Pozdní Tchang (923–936), Pozdní Ťin (936–947), Pozdní Chan (947–950) |                        |                        |                        |
| Východní metropole                                                   | Luo-jang               |                        | primární               |
| Západní metropole                                                    | Čchang-an              |                        | vedlejší               |
| Severní metropole                                                    | Tchaj-jüan             |                        | vedlejší               |
| Pozdní Čou (951–960)                                                 |                        |                        |                        |
| Tung-ťing (Východní hlavní město)                                    | Kchaj-feng             |                        | primární               |
| Si-ťing (Západní hlavní město)                                       | Luo-jang               |                        | vedlejší               |

### Říše Sung
| Označení metropole                      | Název města                                  | Období       | Typ metropole    |
| Severní Sung                            | Severní Sung                                 | Severní Sung | Severní Sung     |
| --------------------------------------- | -------------------------------------------- | ------------ | ---------------- |
| Tung-ťing (東京, Východní hlavní město) | Kchaj-feng                                   | 960–1127     | primární         |
| Si-ťing (Západní hlavní město)          | Luo-jang                                     |              | vedlejší         |
| Nan-ťing (Jižní hlavní město)           | Jing-tchien (moderní Šang-čchiou v Che-nanu) | 1014–        | formální         |
| Pej-ťing (Severní hlavní město)         | Ta-ming                                      | 1014–        | formální         |
| Jižní Sung (1127–1279)                  |                                              |              |                  |
|                                         | Kchaj-feng                                   |              | formální         |
| Nan-ťing (Jižní hlavní město)           | Jing-tchien (moderní Šang-čchiou v Che-nanu) | 1127–1129    |                  |
|                                         | Lin-an (臨安, moderní Chang-čou)             | od 1129      | primární         |
|                                         | Ťien-kchang (moderní Nanking)                | od 1129      | dočasná vedlejší |

Jižní Sungové formálně dál prohlašovali Kchaj-feng za hlavní město a Lin-an jen za „dočasné sídlo vlády“ (sing-caj-suo) a jako symbol snahy o návrat na sever stavěli nezbytné paláce jen pomalu a relativně skromné.

### Říše Liao, Ťin a Jüan
| Označení metropole                    | Dnešní název města                                         | Období    | Typ metropole |
| ------------------------------------- | ---------------------------------------------------------- | --------- | ------------- |
| Šang-ťing (上京, Vrchní hlavní město) | Lin-chuang (moderní Pa-lin-cuo-čchi ve Vnitřním Mongolsku) | 907–1120  | primární      |
| Tung-ťing (Východní hlavní město)     | Liao-jang                                                  |           | pomocná       |
| Čung-ťing (Střední hlavní město)      | Ta-ting (moderní Ta-min-čcheng v Liao-ningu)               |           | pomocná       |
| Si-ťing (Západní hlavní město)        | Ta-tchung                                                  |           | pomocná       |
| Nan-ťing (南京, Jižní hlavní město)   | Jou-tu (moderní Peking)                                    |           | pomocná       |
| Nan-ťing (南京, Jižní hlavní město)   | Jou-tu (moderní Peking)                                    | 1122–1123 | primární      |

| Označení metropole                                                                    | Dnešní název města               | Období                        | Typ metropole |
| ------------------------------------------------------------------------------------- | -------------------------------- | ----------------------------- | ------------- |
| Šang-ťing (上京, Vrchní hlavní město)                                                 | Paj-čcheng-č’ jižně od A-čchengu | do 1115 1138–1153             | primární      |
| Šang-ťing (上京, Vrchní hlavní město)                                                 | Paj-čcheng-č’ jižně od A-čchengu | 1173–1215                     | vedlejší      |
| Tung-ťing (东京, Východní hlavní město) Nan-ťing (南京, Jižní hlavní město) Tung-ťing | Liao-jang                        | 1117–1132 1132–1153 1153–1212 | vedlejší      |
| Šang-ťing Pej-ťing (北京, Severní hlavní město)                                       | Lin-tung                         | 1119–1138 1138–1215           | vedlejší      |
| Čung-tu (中都, Střední hlavní město) Pej-ťing                                         | Ning-čcheng                      | 1120–1153 1153–1215           | vedlejší      |
| Nan-ťing                                                                              | Peking                           | 1122–1153                     | vedlejší      |
| Čung-tu                                                                               | Peking                           | 1153–1215                     | primární      |
| Si-ťing (Západní hlavní město)                                                        | Ta-tchung                        | 1122–1212                     | vedlejší      |
| Nan-ťing                                                                              | Kchaj-feng                       | 1153–1214                     | vedlejší      |
| Nan-ťing                                                                              | Kchaj-feng                       | 1214–1234                     | primární      |
| Čung-tu                                                                               | Luo-jang                         | 1215–1233                     | vedlejší      |

| Označení metropole                                                      | Název města                      | Období    | Typ metropole |
| ----------------------------------------------------------------------- | -------------------------------- | --------- | ------------- |
| Šang-tu (上都, Vrchní metropole)                                        | Šang-tu (上都, Vrchní metropole) | 1260–1264 | primární      |
| Šang-tu (上都, Vrchní metropole)                                        | Šang-tu (上都, Vrchní metropole) | 1264–1368 | pomocná       |
| Čung-tu (中都, Střední metropole) od 1272 Ta-tu (大都, Velká metropole) | Peking                           | 1260–1264 | pomocná       |
| Čung-tu (中都, Střední metropole) od 1272 Ta-tu (大都, Velká metropole) | Peking                           | 1264–1368 | primární      |
| Čung-tu                                                                 | Wang-wu-čcha-tu                  | 1308–1311 | vedlejší      |

### Říše Ming
| Označení metropole                                                                                       | Název města                   | Období           | Typ metropole    |
| Ming (1368–1644)                                                                                         | Ming (1368–1644)              | Ming (1368–1644) | Ming (1368–1644) |
| --- | ----------------------------- | ---------------- | ---------------- |
| od září 1368 Nan-ťing (南京, Jižní hlavní město), od 1378 Ťing-š’ (京师, Hlavní město), od 1403 Nan-ťing | Jing-tchien (moderní Nanking) | 1368–1421        | primární         |
| od září 1368 Nan-ťing (南京, Jižní hlavní město), od 1378 Ťing-š’ (京师, Hlavní město), od 1403 Nan-ťing | Jing-tchien (moderní Nanking) | 1421–1644        | pomocná          |
| Pej-ťing (北京, Severní hlavní město)                                                                    | Kchaj-feng                    | 1368–1369        | pomocná          |
| Pej-ťing                                                                                                 | Šun-tchien (moderní Peking)   | 1403–1421        | pomocná          |
| Ťing-š’                                                                                                  | Šun-tchien (moderní Peking)   | 1421–1644        | primární         |
| Čung-tu (中都, Střední metropole)                                                                        | Feng-jang                     | 1369–1644        | formální         |
| Sing-tu (興都, Kvetoucí metropole)                                                                       | Čung-siang                    | 1531–1644        | formální         |

### Říše Pozdní Ťin a Čching
| Označení metropole                 | Název města            | Období                 | Typ metropole          |
| Pozdní Ťin (1616–1636)             | Pozdní Ťin (1616–1636) | Pozdní Ťin (1616–1636) | Pozdní Ťin (1616–1636) |
| ---------------------------------- | ---------------------- | ---------------------- | ---------------------- |
|                                    | Hetuala 赫圖阿拉       | 1616–1621              | primární               |
| Sing-ťing                          | Hetuala 赫圖阿拉       | 1621–1636              | vedlejší               |
|                                    | Liao-jang              | 1621–1625              | primární               |
| Tung-ťing (東京)                   | Liao-jang              | 1625–1636              | vedlejší               |
| Šen-jang, od 1634 Šeng-ťing (盛京) | Šen-jang (盛京)        | 1625–1644              | primární               |
| Čching (1636–1912)                 |                        |                        |                        |
| Šeng-ťing                          | Šen-jang               | 1636–1644              | primární               |
| Šeng-ťing                          | Šen-jang               | 1644–1905              | vedlejší               |
| Pej-ťing                           | Peking (北京)          | 1644–1912              | primární               |
| Sing-ťing                          | Hetuala                | 1636–                  | vedlejší               |
| Tung-ťing                          | Liao-jang              | 1636–                  | vedlejší               |

### Čínská republika a Čínská lidová republika
| Název města             | Období                      | Poznámky                              |
| Čínská republika        | Čínská republika            | Čínská republika                      |
| ----------------------- | --------------------------- | ------------------------------------- |
| Nanking                 | leden – duben 1912          | prozatímní vláda                      |
| Peking                  | duben 1912 – květen 1928    | pejjangská vláda                      |
| Šen-jang 奉天           | květen 1928 – prosinec 1928 | pejjangská vláda                      |
| Kanton 广州             | červenec 1925 – únor 1927   | kuomintangská vláda/tchajwanská vláda |
| Wu-chan 武漢            | únor 1927 – září 1927       | kuomintangská vláda/tchajwanská vláda |
| Nanking                 | duben 1927 – listopad 1937  | kuomintangská vláda/tchajwanská vláda |
| Čchung-čching 重慶      | listopad 1937 – květen 1946 | kuomintangská vláda/tchajwanská vláda |
| Nanking 南京            | květen 1946 – duben 1949    | kuomintangská vláda/tchajwanská vláda |
| Kanton 廣州             | duben – říjen 1949          | kuomintangská vláda/tchajwanská vláda |
| Čchung-čching 重慶      | říjen – listopad 1949       | kuomintangská vláda/tchajwanská vláda |
| Čcheng-tu 成都          | listopad – prosinec 1949    | kuomintangská vláda/tchajwanská vláda |
| Tchaj-pej 臺北          | prosinec 1949 –             | kuomintangská vláda/tchajwanská vláda |
| Peking 北平             | září 1930                   | pekingská vláda                       |
| Tchaj-jüan 太原         | září – listopad 1930        | pekingská vláda                       |
| Kanton 廣州             | květen 1931 – prosinec 1931 | kuangčouská vláda                     |
| Luo-jang                | leden – prosinec 1932       |                                       |
| Nanking 南京            | březen 1940 – srpen 1945    | Wang Ťing-wejova vláda                |
| Čínská lidová republika |                             |                                       |
| Peking, 北京            | od 1949                     |                                       |